# Целофрисы
Целофрисы (лат. Coelophrys) — род лучепёрых рыб из семейства нетопырёвых. Они распространены в западной части Тихого океана и в Индийском океане.

## Виды
В состав рода включают семь видов:
- Филиппинский целофрис (Coelophrys arca) (Smith & Radcliffe, 1912).
- Coelophrys bradburyae (Endo & Shinohara, 1999).
- Coelophrys brevicaudata (Brauer, 1902).
- Coelophrys brevipes (Smith & Radcliffe, 1912).
- Coelophrys micropa Alcock, 1891
- Coelophrys mollis (Smith & Radcliffe, 1912).
- Coelophrys oblonga (Smith & Radcliffe, 1912).